# Damján
Damján est un prénom hongrois masculin.

## Étymologie
Dans les années 1990, Damján est un prénom sporadique et depuis les années 2000 il ne fait pas partie des 100 prénoms masculins les plus répandus en Hongrie.

## Équivalents
- Damien

## Personnalités portant ce prénom
- Pour l'ensemble des articles sur les personnes portant ce prénom, consulter :
  - la liste des articles dont le titre commence par ce prénom
  - les listes produites par Wikidata : Liste des personnes de prénom « Damján » — même liste en incluant les éventuels prénoms composés qui contiennent « Damján ».